# Miophyseter chitaensis
Miophyseter chitaensis (лат.) — вид вымерших китообразных из надсемейства кашалотов (Physeteroidea), единственный в роде Miophyseter. Известен по ископаемым остаткам из нижнемиоценовых (бурдигальских) отложений формации Тоёхама (Toyohama Formation) в уезде Тита, префектура Айти, Япония. Был описан в 2022 году Тошиюки Кимурой и Ёсиказу Хасэгавой по хорошо сохранившемуся черепу с обособленными зубами и слуховыми косточками (периотическая, барабанная булла и молоточек). Род входит в стволовую группу Physeteroidea, но более близок к кроновой группе (кашалотовые и карликовые кашалоты), чем к макрорапториальным кашалотам. 
Череп Miophyseter имеет большую, глубокую выемку на вентральной поверхности нёбной кости и крыловидного отростка. Это навело исследователей на мысль о том, что он был адаптирован к глубоким погружениям и / или обладал развитыми крыловидными мышцами (адаптация к активному кусанию).